# Libyens herrlandslag i volleyboll
Libyens herrlandslag i volleyboll representerar Libyen i volleyboll på herrsidan. Laget har deltagit i afrikanska mästerskapet flera gånger och som bäst blivit tvåa (1979) och trea (2023). De har också deltagit i VM 1982, då de kom på 24:e och sista plats samt vid OS 1980, där de kom på 10:e plats.

### Fotnoter
1. ↑  Todor Krastev. ”Men Volleyball I Africa Championship 1967 Tunis, Tunisia 26.07 - Winner Tunisia (1st)” (på engelska). http://todor66.com/volleyball/Africa/Men_1967.html. Läst 18 april 2024.
2. ↑  Todor Krastev. ”Men Volleyball IV Africa Championship 1979 Tripoli, Libya - 09-15.11 - Winner Tunisia (3rd)” (på engelska). http://todor66.com/volleyball/Africa/Men_1979.html. Läst 31 oktober 2023.
3. ↑  ”Olympedia”. https://www.olympedia.org/results/37278.
4. ↑  ”FIVB Volleyball Men's World Championship 2014 Qualification” (på engelska). Fédération Internationale de Volleyball. 24 september 2015. https://web.archive.org/web/20150924145143/http://www.fivb.org/PL/Volleyball/Competitions/WorldChampionships/2014/Men/pastresults.asp?year=1982. Läst 31 oktober 2023.
5. ↑  Todor Krastev. ”Men Volleyball XVII Africa Championship 2009 Tetouan (MOR) 27.09-04.10 Winner Egypt (5th)” (på engelska). http://www.todor66.com/volleyball/Africa/Men_2009.html. Läst 19 april 2024.
6. ↑  ”Live Center - Men's African Nations Championship 2023” (på engelska). Fédération Internationale de Volleyball. https://live.app.fivb.com/tournaments/1408/matches. Läst 31 oktober 2023.